# Pediobius thysanopterus
Pediobius thysanopterus är en stekelart som beskrevs av Burks 1971. Pediobius thysanopterus ingår i släktet Pediobius och familjen finglanssteklar.
Artens utbredningsområde är Israel. Inga underarter finns listade i Catalogue of Life.